# Ё́
Cette page contient des caractères spéciaux ou non latins. S’ils s’affichent mal (▯, ?, etc.), consultez la page d’aide Unicode.
Le io accent aigu (capitale Ё́, minuscule ё́) est une lettre de l'alphabet cyrillique utilisée en biélorusse, rusyn et même parfois en russe ou encore en kirghize lorsque l’accent tonique est indiqué.

## Utilisations
En russe, le io accent aigu peut être utilisé lorsque la syllabe formé du ié tréma porte l’accent tonique et que celui-ci est indiqué, par exemple dans les rares exceptions ‹ кё́нигсбе́ргский ›, ‹ всё́ ›, ‹ ещё́ › ou ‹ сё́рфинги́ст ›.

## Représentation informatique
Le io accent aigu peut être représenté avec les caractères Unicode suivants :
- composé (cyrillique, diacritiques) :

| formes    | représentations | chaînes de caractères | points de code | descriptions                                           |
| --------- | --------------- | --------------------- | -------------- | ------------------------------------------------------ |
| majuscule | Ё́               | Ё◌́                    | U+0401 U+0301  | lettre majuscule cyrillique io diacritique accent aigu |
| minuscule | ё́               | ё◌́                    | U+0451 U+0301  | lettre minuscule cyrillique io diacritique accent aigu |

- décomposé (cyrillique, diacritiques) :

| formes    | représentations | chaînes de caractères | points de code       | descriptions                                                             |
| --------- | --------------- | --------------------- | -------------------- | ------------------------------------------------------------------------ |
| majuscule | Ё́               | Е◌̈◌́                   | U+0415 U+0308 U+0301 | lettre majuscule cyrillique ié diacritique tréma diacritique accent aigu |
| minuscule | ё́               | е◌̈◌́                   | U+0435 U+0308 U+0301 | lettre minuscule cyrillique ié diacritique tréma diacritique accent aigu |